# Eurovision Young Musicians 1986
Der 3. Eurovision Young Musicians (EYM) fand am 27. Mai 1986 im Koncerthuset in Kopenhagen in Dänemark statt. Ausrichter war Danmarks Radio, das erstmals diesen Wettbewerb ausrichtete.
Siegerin der Ausgabe 1986 wurde die französische Pianistin Sandrine Lazarides. Es war der erste Sieg Frankreichs im Wettbewerb. Auf Platz 2 hingegen landete die Schweizer Pianistin Marian Rosenfeld, während der finnische Cellist Jan-Erik Gustafsson Platz 3 belegte.

## Austragungsort
Danmarks Radio wählte als Austragungsort den Konzertsaal des Radiohuset in Kopenhagen aus. Es war das erste Mal seit dem Eurovision Song Contest 1964, dass Dänemark eine Eurovision-Veranstaltung ausrichtete.

## Format
Jedes Land schickt einen Musiker, welcher nicht älter als 19 Jahre ist, zum Wettbewerb. Dieser spielt dann ein Instrument und stellt mit diesem ein Stück vor. Unterstützt wird der Musiker vom Dänischen Radio-Sinfonieorchester. Da die Anzahl der Teilnehmer den Zeitrahmen für ein Finale sprengen würde, wurden zwei Halbfinale eingeführt. So entschied eine professionelle Jury am Ende lediglich fünf Länder, die im Finale auftreten werden. Die Jury entscheidet daraufhin ebenfalls die ersten drei Plätze dort. Folgende Juroren saßen 1986 in der Jury:
- Claudio Scimone (Vorsitzender)
- Georges Dumortier
- Poul Birkelund
- Siegfried Palm
- Hannu-Ilari Lampila
- Teresa Llacuna
- Jasna Nemec Novak
- Ton Hartsuiker
- Björn Liljequist
- David Willcocks
- Carole Dawn Reinhart

### Moderation
Als Moderator fungierte die dänische Moderatorin Anette Faaborg.

## Teilnehmer

Länder, die 1986 teilgenommen haben
Länder, die bereits im Halbfinale ausgeschieden sind

Insgesamt 15 Länder nahmen am Eurovision Young Musicians 1986 teil, damit acht Länder mehr als noch 1984. Durch die Einführung von zwei Halbfinals konnten 1986 mehr Länder teilnehmen. So gaben am Ende Belgien, Irland, Israel, Italien und Jugoslawien hier Debüt.
Ebenfalls nahmen die nordischen Länder Dänemark, Finnland, Norwegen und Schweden erstmals nicht zusammen an diesem Wettbewerb teil, sondern als einzelne Teilnehmerländer. Zuvor schickten diese Länder einen gemeinsamen Teilnehmer zum Wettbewerb, der 1982 unter norwegischer und 1984 unter finnischer Flagge teilnahm. So gaben theoretisch lediglich Dänemark und Schweden ihr Debüt, während Norwegen zum Wettbewerb zurückkehrte.
Ursprünglich sollte auch Portugal sein Debüt geben, allerdings wurde kein geeigneter Kandidat gefunden, so dass das Land schlussendlich doch nicht am Wettbewerb teilnahm.

## Halbfinale
Um den zeitlichen Rahmen des Finales nicht sprengen zu müssen, wurden zwei Halbfinale eingeführt. Diese fanden am 22. Mai 1986 und 23. Mai 1986 statt. Ansonsten ist wenig über diese Halbfinals bekannt. Folgende Länder schieden dort bereits aus:
| Land                 | Interpret             | Instrument | Stück                                                             |
| -------------------- | --------------------- | ---------- | ----------------------------------------------------------------- |
| Belgien              | Rhonny Ventat         | Saxophon   | Saxophone Concerto von Franz Constant                             |
| Dänemark (Gastgeber) | Janne Thomsen         | Flöte      | Flute Concerto von Carl Nielsen                                   |
| BR Deutschland       | Martin Menking        | Cello      | Cello Concerto in e-Moll, Op. 85 von Edward Elgar                 |
| Irland               | Seamus Conroy         | Violine    | Violin Concerto von Pjotr Iljitsch Tschaikowski                   |
| Israel               | Shira Ravin           | Violine    | Violin Concerto in e-Moll, Op. 64 von Felix Mendelssohn Bartholdy |
| Italien              | Carlo Balzaretti      | Klavier    | Piano Concerto in G-Dur von Maurice Ravel                         |
| Niederlande          | Pauline Oostenrijk    | Oboe       | Oboe Concerto in C-Dur, KV 314 von Wolfgang Amadeus Mozart        |
| Norwegen             | Ellen Margrete Flesjo | Cello      | Cello Concerto in D-Dur von Édouard Lalo                          |
| Österreich           | Günter Voglmayr       | Flöte      | Flute Concerto No. 2 in D-Dur, KV 314 von Wolfgang Amadeus Mozart |
| Schweden             | Peter Jablonski       | Klavier    | Piano Concerto in A-Moll von Edvard Grieg                         |

## Finale
Das Finale fand am 27. Mai 1986 im Koncerthuset in Kopenhagen statt. Fünf Länder traten gegeneinander an, wobei nur die ersten drei Plätze bekannt wurden.
| Platz | Startnr. | Land                   | Interpret           | Instrument | Stück                                                                                   |
| ----- | -------- | ---------------------- | ------------------- | ---------- | --------------------------------------------------------------------------------------- |
| 1.    | 1        | Frankreich             | Sandrine Lazarides  | Klavier    | Piano Concerto Es von Franz Liszt                                                       |
| 2.    | 5        | Schweiz                | Marian Rosenfeld    | Klavier    | Piano Concerto no.1 e-Moll, op.11, 2nd and 3rd movements von Frédéric Chopin            |
| 3.    | 4        | Finnland               | Jan-Erik Gustafsson | Cello      | Variations on a Rococo Theme for Violoncello and Orchestra, op.33 von Pyotr Tchaikovsky |
| –     | 2        | Vereinigtes Königreich | Alan Brind          | Violine    | Concerto for violin and orchestra D-Dur, op.47, 1st movement von Jean Sibelius          |
| –     | 3        | Jugoslawien            | Aleksandar Madžar   | Klavier    | Piano Concerto n.4 G-Dur, op.58, 2nd and 3rd movements von Ludwig van Beethoven         |

## Übertragung
Insgesamt 17 Fernsehanstalten übertrugen die Veranstaltung:
| Land                      | Sender              | Kommentator                    |
| Teilnehmende Länder       | Teilnehmende Länder | Teilnehmende Länder            |
| ------------------------- | ------------------- | ------------------------------ |
| Belgien                   | Télé 2              | k. A.                          |
| Dänemark                  | DR1                 | Lenard Friedmann               |
| Dänemark                  | DR P2               | Lenard Friedmann               |
| BR Deutschland            | ZDF                 | Friedrich Müller               |
| Finnland                  | YLE                 | k. A.                          |
| Frankreich                | France 3            | k. A.                          |
| Irland                    | RTÉ                 | k. A.                          |
| Israel                    | Kol Ha-Muika        | k. A.                          |
| Italien                   | Rai 3               | k. A.                          |
| Jugoslawien               | RT Beograd 2        | k. A.                          |
| Jugoslawien               | RT Titograd         | k. A.                          |
| Jugoslawien               | RT Ljubljana 2      | k. A.                          |
| Jugoslawien               | RT Zagreb 2         | k. A.                          |
| Jugoslawien               | RT Sarajevo 2       | k. A.                          |
| Jugoslawien               | RT Skopje 2         | k. A.                          |
| Niederlande               | Nederland 2         | Joop van Zilj                  |
| Norwegen                  | NRK1                | k. A.                          |
| Österreich                | ORF 1               | k. A.                          |
| Schweden                  | SVT 1               | k. A.                          |
| Schweiz                   | TSR                 | Georges Kleinmann              |
| Schweiz                   | RSR 2               | Georges Kleinmann              |
| Vereinigtes Königreich    | BBC                 | Humphrey Burton & Alun Francis |
| Nicht teilnehmende Länder |                     |                                |
| Australien                | SBS                 | k. A.                          |